# 79144 Cervantes
79144 Cervantes è un asteroide della fascia principale. Scoperto nel 1992, presenta un'orbita caratterizzata da un semiasse maggiore pari a 2,6388214 UA e da un'eccentricità di 0,3329514, inclinata di 29,05051° rispetto all'eclittica.
L'asteroide è dedicato allo scrittore spagnolo Miguel de Cervantes.